# پمرا اوزگن
 پمرا اوزگن (انگلیسی: Pemra Özgen؛ زادهٔ ۸ مهٔ ۱۹۸۶) یک تنیس‌باز اهل ترکیه است. 